# ژانت هاین
ژانت هاین (آلمانی: Jeanette Hain؛ زادهٔ ۱۸ فوریهٔ ۱۹۶۹) هنرپیشه اهل آلمان است.
از فیلم‌ها یا برنامه‌های تلویزیونی که وی در آن نقش داشته‌است می‌توان به کتاب‌خوان، کنتس، افشاگر، ویکتوریای جوان، و ذهن سفید اشاره کرد.